# Geographische Extrempunkte der Schweiz
Dies ist eine Liste der geographischen Extrempunkte der Schweiz.
- Nördlichster Punkt der Schweiz:

Der nördlichste Punkt der Schweiz liegt unter dem Schwarzen Staa, dem Grenzstein 593, Gemeinde Bargen, Kanton Schaffhausen.
- Östlichster Punkt der Schweiz:

Der östlichste Punkt der Schweiz liegt rund 270 Meter südlich des Gipfels des Piz Chavalatsch (Grenzstein 29), Gemeinde Val Müstair, Kanton Graubünden.
- Südlichster Punkt der Schweiz:

Der südlichste Punkt der Schweiz liegt am südlichen Abhang des Hügels Moreggi, unter dem Grenzstein 75B, Fraktion Pedrinate, Gemeinde Chiasso, Kanton Tessin.
- Westlichster Punkt der Schweiz:

Der westlichste Punkt der Schweiz liegt in der Mitte der Rhône bei Vers Veaux, in der Nähe des Grenzsteins 1.5 (am Ufer der Rhône), Gemeinde Chancy, Kanton Genf.

## Tabelle der Koordinaten der geographischen Extrempunkte der Schweiz
|                                | CH1903+   | CH1903+   | WGS84    | WGS84    |
| ------------------------------ | --------- | --------- | -------- | -------- |
|                                | E         | N         | lat      | long     |
| Nördlichster Punkt der Schweiz | 2'684'602 | 1'295'934 | 47.80845 | 8.56803  |
| Östlichster Punkt der Schweiz  | 2'833'859 | 1'166'962 | 46.61296 | 10.49219 |
| Südlichster Punkt der Schweiz  | 2'722'707 | 1'075'269 | 45.81796 | 9.01734  |
| Westlichster Punkt der Schweiz | 2'485'410 | 1'110'070 | 46.13236 | 5.95590  |

- Karte mit allen Koordinaten:
- OSM |
- WikiMap